# Ala ad-Din Atsiz (Khwârazm-Shah)
Pour les articles homonymes, voir Atsiz et Ala ad-Din.
`Alâ' ad-Dîn Atsiz est un Shah du Khwarezm. Fils de Qutb ad-Dîn Muhammad, il succède à son père en 1128. Il meurt en 1156. Son fils Il-Arslan lui succède.

## Biographie
Quand `Alâ' ad-Dîn Atsiz succède à son père, il a la réputation de lui ressembler quant à sa loyauté et sa soumission envers le seldjoukide Mu`izz ad-Dîn Ahmad Sanjar. En dépit de cela la carrière d'Atsiz montre qu'il avait l'ambition d'être le plus autonome possible. Il doit se frayer un chemin entre deux puissants voisins : les Seldjoukides dont il est le vassal et les Mongols Qara-Khitaï.
Atsiz consacre les six premières années de son règne à consolider ses frontières, principalement contre les incursions des tribus nomades. Dans la mesure où ces envahisseurs sont pour la plupart païens, cela vaut à Atsiz le titre de Ghazi. La steppe entre les mers d'Aral et Caspienne revêt une importance stratégique primordiale : de nombreux nomades y ont des pâturages d'été. Cette région et celle du delta du Syr-Daria sont les points d'entrée dans le Khwarezm. C'est par ces routes qu'Ekinchi ibn Qochar s'est enfui après sa tentative, enrayée par Qutb ad-Dîn Muhammad, de prendre le pouvoir au Khwarezm en 1097.
À plusieurs reprises, Atsiz se met au service de Ahmad Sanjar, par exemple lors de la campagne en Transoxiane de 1133. Il inflige une sévère défaite aux 
Coumans (Kiptchak) et prend la forteresse de Jand.

### La rivalité avec Ahmad Sanjar
Vers 1135, les relations avec Ahmad Sanjar se détériorent pendant une campagne contre le Ghaznévide Bahrâm Shâh. Atsiz entre en Afghanistan et prend Ghazni. Bahrâm Shâh s'enfuit. Il revient peu après avoir fait allégeance à Ahmad Sanjar qui le rétablit sur son trône à Balkh. Ahmad Sanjar reproche à Atsiz d'avoir fait tuer des croyants.
En 1138, Atsiz se révolte ouvertement contre Ahmad Sanjar. Il occupe une grande partie de la région longeant l'Amou-Daria pour entraver les mouvements de l'armée de Ahmad Sanjar. Cela n'empêche pas ce dernier de remporter quelques batailles en particulier par la prise de la forteresses de Hazarasp. Sanjar exécute le fils d'Atsiz et occupe le Khwarezm. Il essaie d'installer son neveu Suleyman Shah, avec un vizir et un atabeg. Cette administration directe par les Seldjoukides a été mal supportée par les Khwarezmiens. Dès que Sanjar quitte Merv, Atsiz revient de son refuge au Gorgân, le peuple se soulève et expulse Suleyman Shah.
En 1140, Atsiz prend Boukhara des mains de ses gouverneurs seldjoukides, il détruit la citadelle.
En 1141, le prestige d'Ahmad Sanjar est malgré tout resté important. Atsiz juge habile de faire allégeance. Quatre mois plus tard, il subit une défaite contre les Qara-Kitaï qui pénètrent au Khwarezm. Les Qara-Kitaï contraignent Atsiz à payer un tribut annuel. Quand Sanjar se retire devant les Qara-Kitaï à Termez et Balkh, Atsiz en profite pour envahir le Khorasan et prendre Sarakhs et Merv. Le printemps suivant il occupe Nichapur ; La Khutba est prononcée en son nom pendant plusieurs mois.
Dès 1142, l'autorité des Seldjoukides dans le Khorasan est rétablie. Sanjar assiège Atsiz à Ourguentch. Sanjar le contraint à rendre le butin fait à Merv et à Nichapour. Atsiz continue néanmoins à se montrer rebelle. Il aurait envisagé de recourir aux Assassins pour tuer le sultan et pour exécuter un de ses ambassadeurs. Sanjar est mis au courant de le complot le visant par un espion qu'il avait placé à la cour d'Atsiz.
En 1147, une fois de plus Sanjar entre au Khwarezm. Il prend Hazarasp et Ourguentch. En 1148, il permet à Atsiz de faire acte de soumission. Atsiz revient à ses premières préoccupations, ses frontières septentrionales. Cette politique a eu pour conséquence la perte de Jand au profit des Qarakhanides. En 1152, une expédition permet de reprendre Jand sans combat.

### Captivité de Ahmad Sanjar
De 1153 à 1156, Ahmad Sanjar est prisonnier des Oghouzes. Pendant la captivité de Sanjar, Atsiz reste fidèle aux Seldjoukides. Le frère d'Atsiz, marche sur le Khorasan et dévaste l'oasis de Baihaq (Sabzevar). On rapporte que la dépopulation de la région était encore perceptible quatorze ans après. Le Qarakhanide Mahmud Khan qui a été désigné comme gouverneur du Khorasan par la partie de l'armée de Sanjar qui n'a pas rejoint les Oghouzes, commence une négociation avec Atsiz sur la répartition de l'armée du Khorasan. Atsiz et son fils Il-Arslan quittent le Khorasan y laissant un fils du Khan des Qara-Kitaï comme régent. Atsiz reçoit l'annonce de l'évasion de Sanjar. Mahmud Khan et les émirs seldjoukides regrettent alors d'avoir invité sur leur terre l'ambitieux Atsiz. Celui-ci ne fait pas de provocation, il félicite Sanjar de cette libération. Il rencontre Mahmud Khan et appelle à l'aide les Bawandides et les Ghurides pour mettre en garde les chefs Oghouz en cas de nouvelle rébellion.

### Succession
Atsiz meurt en 1156 quelques mois avant Sanjar. Bien qu'il soit resté un vassal des Seldjoukides, il laisse un empire solide pendant les dizaines d'années qui vont suivre avant l'invasion mongole. Son fils Il-Arslan lui succède.